# 樂章 (天順進士)
樂章（1419年—？），字宗堯，廣西南寧府橫州（今屬南寧市）人，明朝政治人物。進士出身。

## 生平
廣西鄉試第四名。天順元年（1457年）丁丑科進士。成化十一年（1475年），憲宗分別遣户部郎中祁順、禮部郎中樂章為正使，行人司左司副張瑾、行人張廷綱為副使，賫詔往朝鮮、安南國，開讀賜其國王及妃綵段文錦有差。

## 家族
曾祖父樂良興。祖父樂敬嚴。父亲樂士容。